# Deggendorf
Deggendorf település Németországban, azon belül Bajorországban. Lakosainak száma 35 757 fő (2023. december 31.). Deggendorf Metten, Grafling, Bischofsmais, Schaufling, Hengersberg, Moos, Plattling, Stephansposching és Niederalteich községekkel határos.

## Fekvése
Plattling északkeleti szomszédjában, a Duna bal partján fekvő település.

## Története
Deggendorf nevét 1002-ben, II. Henrik oklevele említette először. A kereskedőváros a 12. században jött létre egy természetes dunai átkelő mellett; dunai kikötője ma is jelentős.
A város az idők során többször is elpusztult, nagy veszteségei voltak a harmincéves háború alatt, majd 1633–34-ben a lakosság kétharmada halt meg egy nagy pestisjárvány során. A spanyol örökösödési háború alatt a város nagy részét felgyújtották és lerombolták, később 1743-ban, az osztrák örökösödési háború idején szinte az egész város leégett.
A 19. században fejlődtek a közlekedési kapcsolatok, például vasútvonal, valamint a Duna fölötti fa híd helyett stabil vashíd épült. A középkori városkép eltűnt, a városfalakat lebontották. Mára csak egy 27 méter hosszú városfalat sikerült megőrizni. Az 500 éves településközpont is megváltozott.
A 20. századra jelentős területi- és a népességnövekedés ment végbe Deggendorfban is. A szomszédos településeket is Daggendorfhoz csatolták: Schaching községet 1935-ben, majd a következő években, 1972–1978 között a város része lett Deggenau halászfalu, Mietraching Greising és Seebach, valamint Natternberg.

## Deggendorfi zsidó pogrom
Deggendorf város történelmét a középkortól a Deggendorfer Gnad (Deggendorfi Kegyelem) búcsújárás fémjelezte, amely a 14. század közepétől a 20. század végéig évente megrendezett zsidóellenes zarándoklat volt. A hagyomány alapja az 1338-as zsidó pogrom volt, mely a deggendorfi zsidó közösség kiirtásával járt. A zsidókat azzal vádolták, hogy gazdákat öltek meg, akiket a város kútjába dobtak. A pogrom hátterében nem kizárható, hogy a deggendorfiak túlzott eladósodása állt zsidó polgártársaik felé.
A pogromot követően a landshuti uralkodó, XIV. (Bajor) Heinrich herceg elengedte a polgároknak a zsidókkal szemben fennálló összes tartozását. A zsidók állítólagos gyilkosságát sértetlenül túlélők legendája  a 14. század vége felé keletkezett, nem kizárt hogy azért, hogy utólag legitimálja a zsidó pogromot. Nem a pogromért történő engesztelésként, hanem a zsidók "szentségtörő gaztetteit" túlélő gazdák csodálatos megmenekülésének emlékére építették a deggendorfiak a szent sír zarándoktemplomot, a Szent Péter és Szent Pál Heilig-Grabkirchet.
1960-tól kezdve a zarándoklatot egyre hevesebben bírálták, többek között a "Werkhefte katholischer Laien" című egyházellenes folyóiratban. 1968-ig azonban a deggendorfi körmenetek és az egykori zsidógyilkosságot dicsőítő rendezvények zavartalanul folytatódtak. A búcsújárással szembeni kritika azonban a tartalmi finomítások, a zsidóellenesség csillapítása ellenére sem szűnt meg. 1991 őszén a zarándoklat alapjául szolgáló legendát a regensburgi Keresztény-Zsidó Együttműködési Társaság hírlevelében "egyértelmű vallási és politikai hazugságnak" minősítette, amely "zsidógyűlöletet kelt". Manfred Eder egyháztörténésznek a téma kapcsán készített doktori disszertációja nyomán, amelyet a Regensburgi Egyetem katolikus tanszékén védett meg, az akkori püspök, Manfred Müller 1992 márciusában véget vetett a zarándoklatoknak.

## Nevezetességek
- Városháza (Rathaus) - a Luitpold régensherceg nevét viselő főutcán áll az 1535-ben épült oromfalas homlokzatú épület, melynek tornya száz évvel korábban épült.
- Szent sír templom (Heiliggrabkirche) - 1337-ben kezdték el építeni. Karcsú, barokk tornyát 1727-ben JohannBaptist Gunetzhainer tervezte, Johann Michael Fischer irányítása alatt épült. Bajorország legszebb templomtornya.
- Plébániatemplom - egy román stílusú templom helyén épült 17. században: késő reneszánsz oltára az eichstätti székesegyház részére készült 1749-ben Max Seybold műhelyében.
- Vízi-kápolna (Wasserkapelle).
- Helytörténeti múzeum
- Búcsújáró templom

## Népesség
A település népessége az elmúlt években az alábbi módon változott:
| Lakosok száma | 7612 | 5452 | 17 606 | 24 755 | 25 188 | 31 699 | 31 886 | 32 782 | 34 454 | 35 757 |
|               | 1840 | 1875 | 1939   | 1961   | 1975   | 2012   | 2014   | 2016   | 2021   | 2023   |

## Galéria

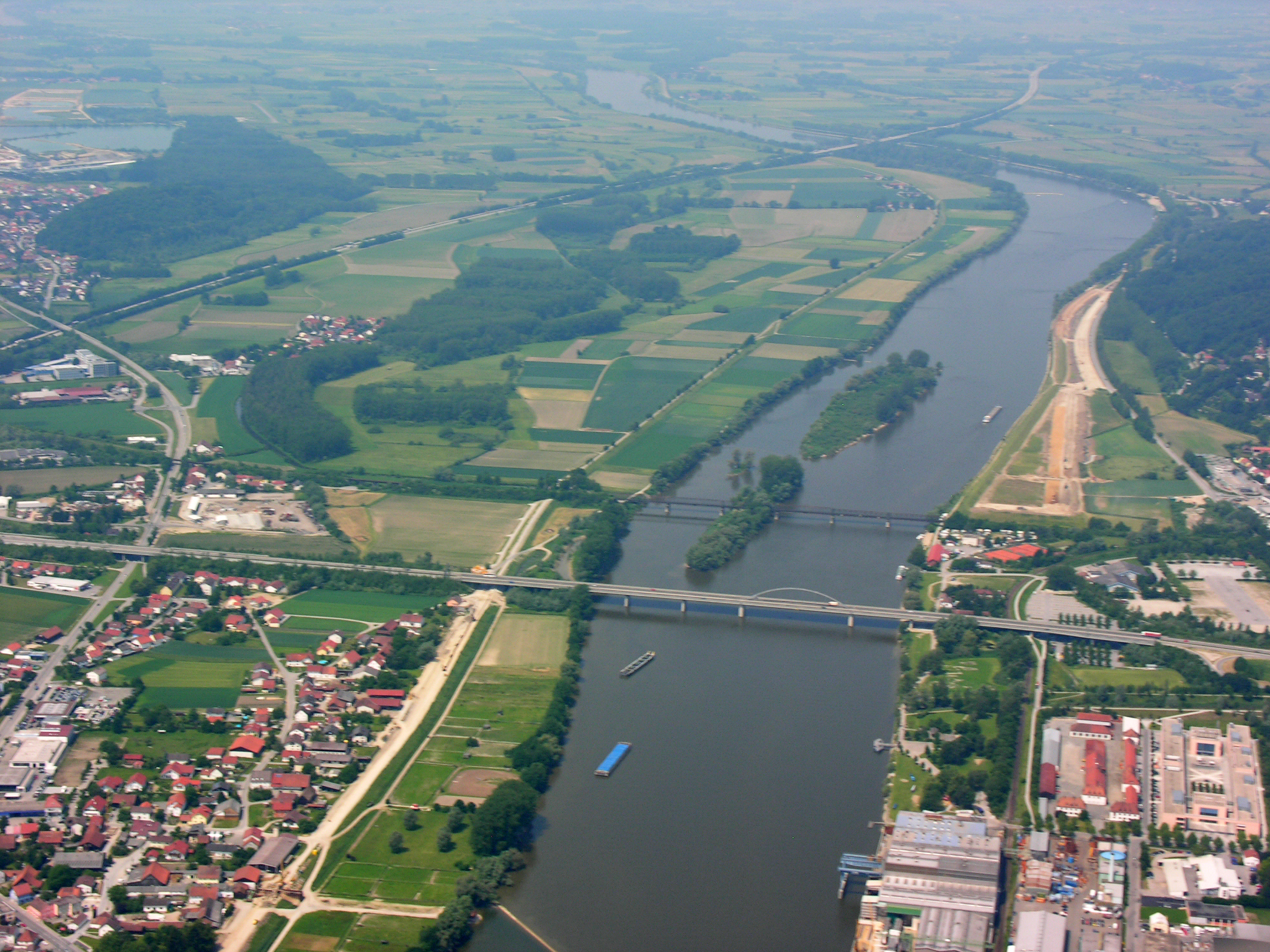
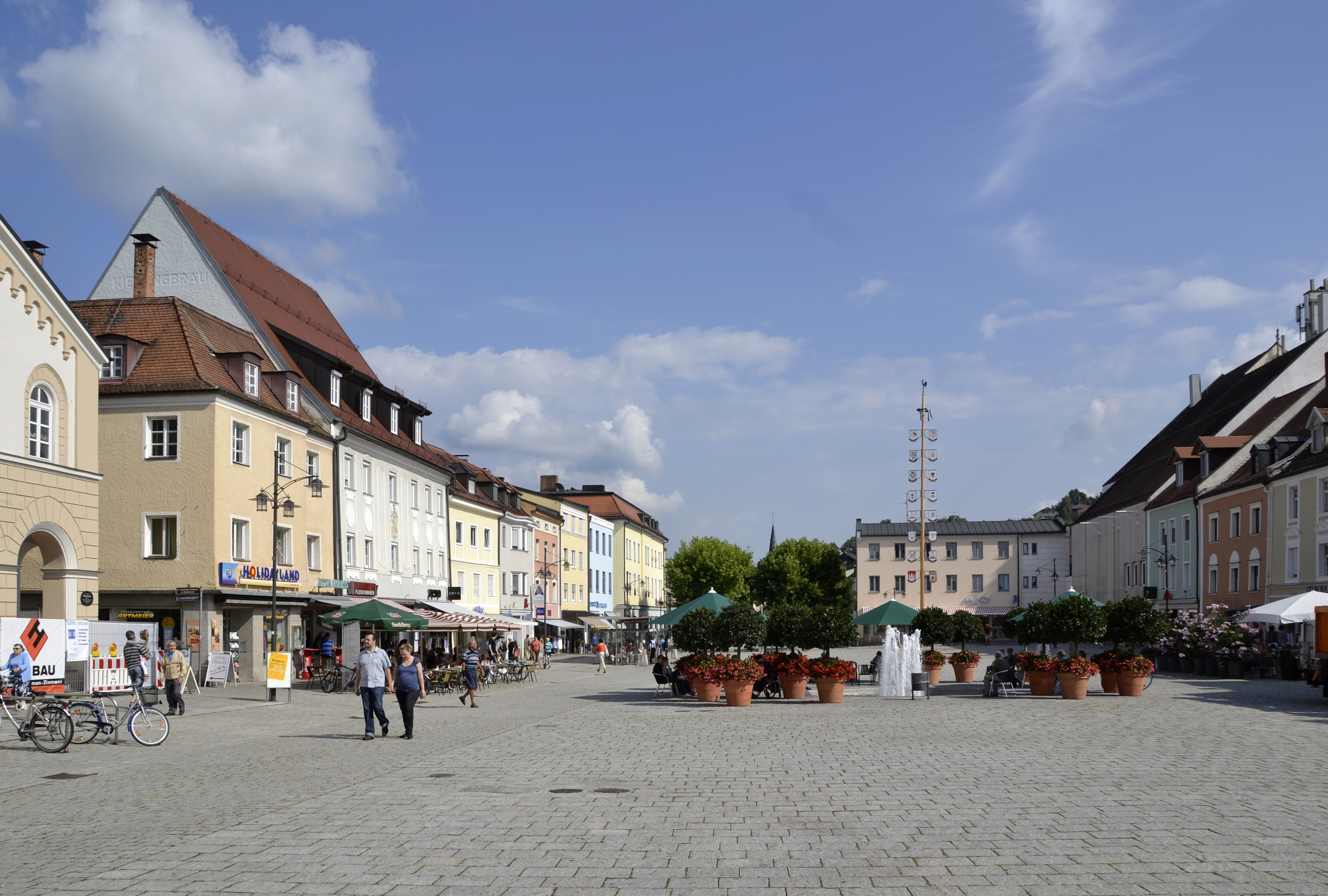
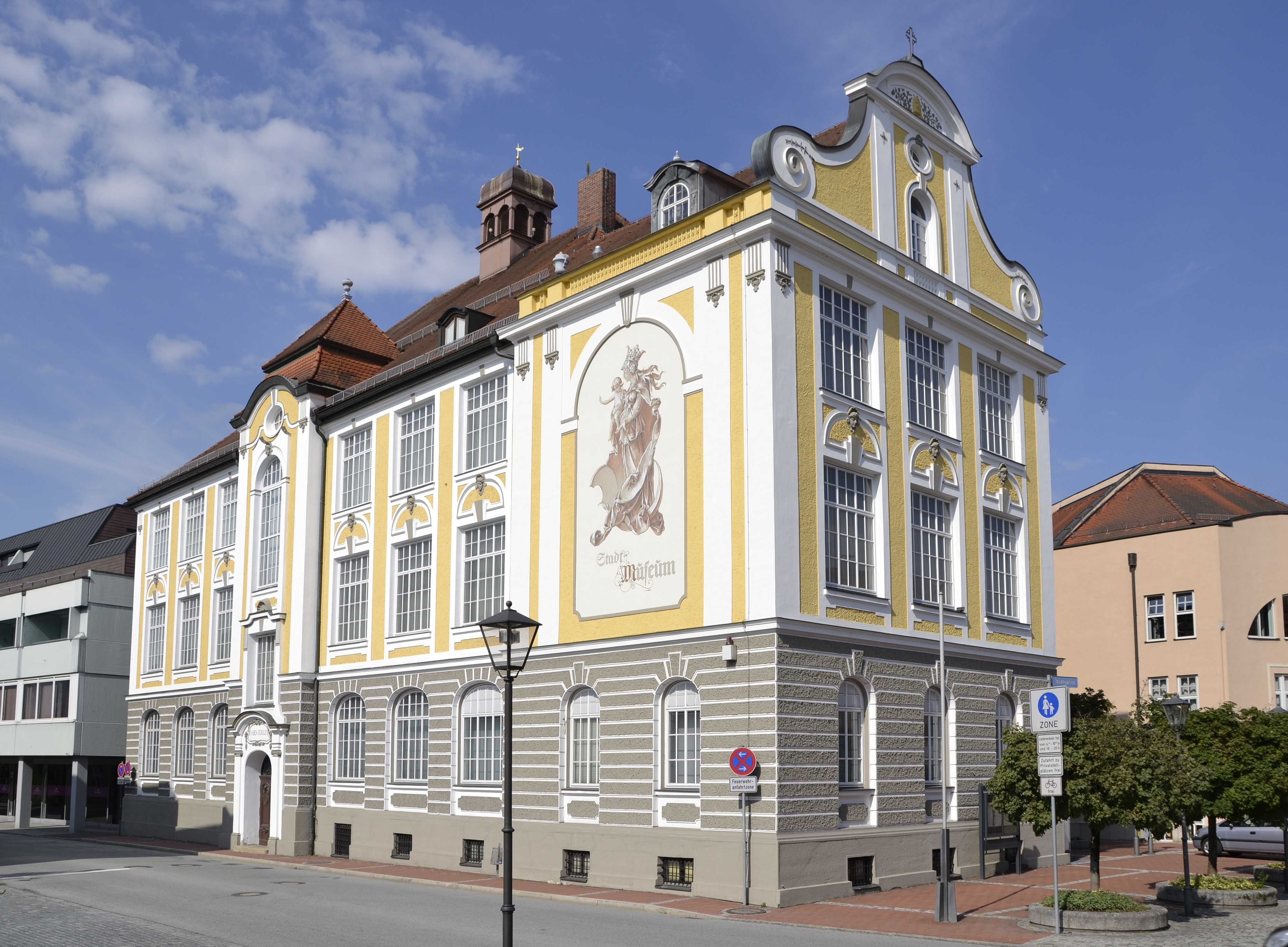
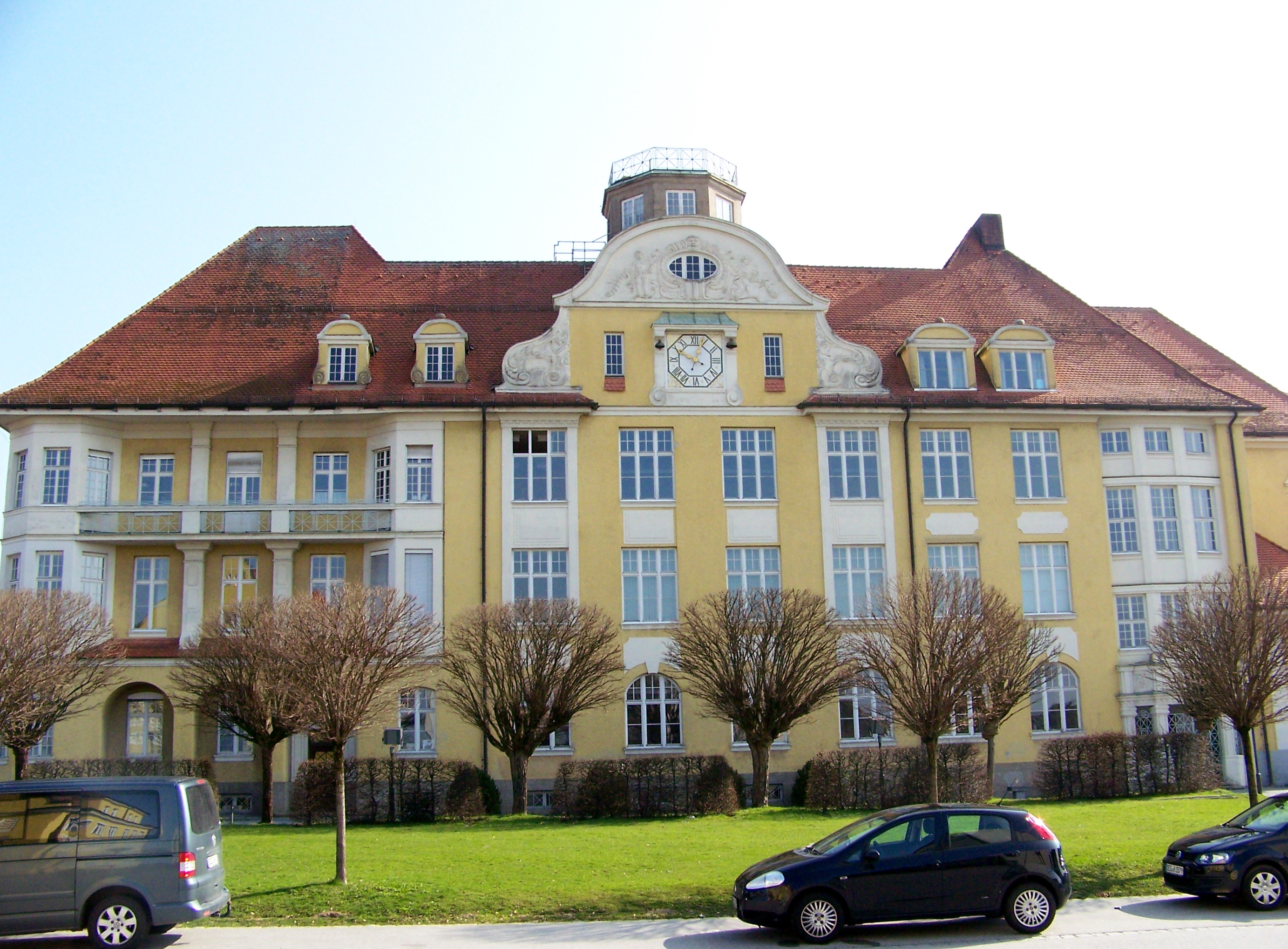
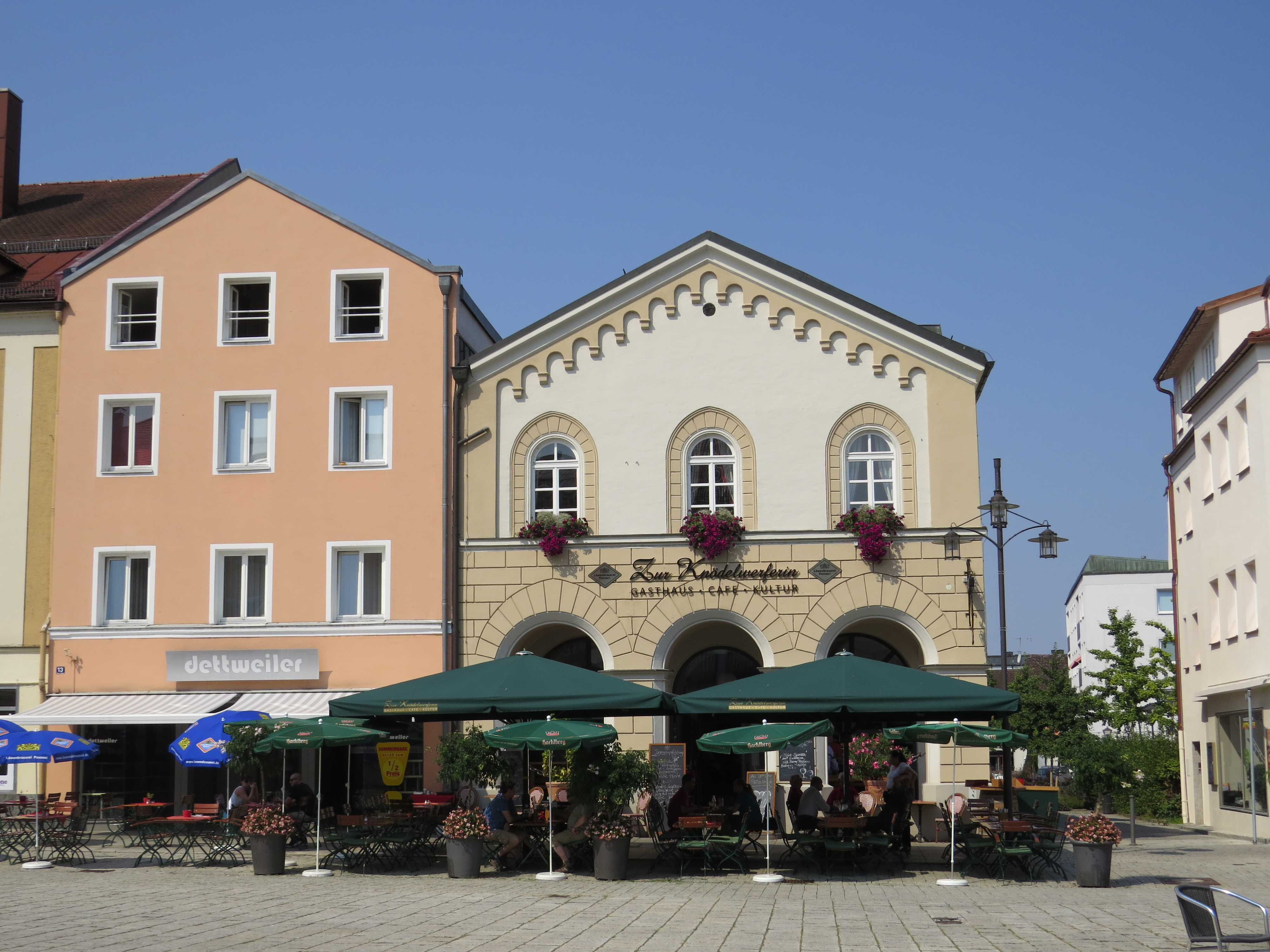
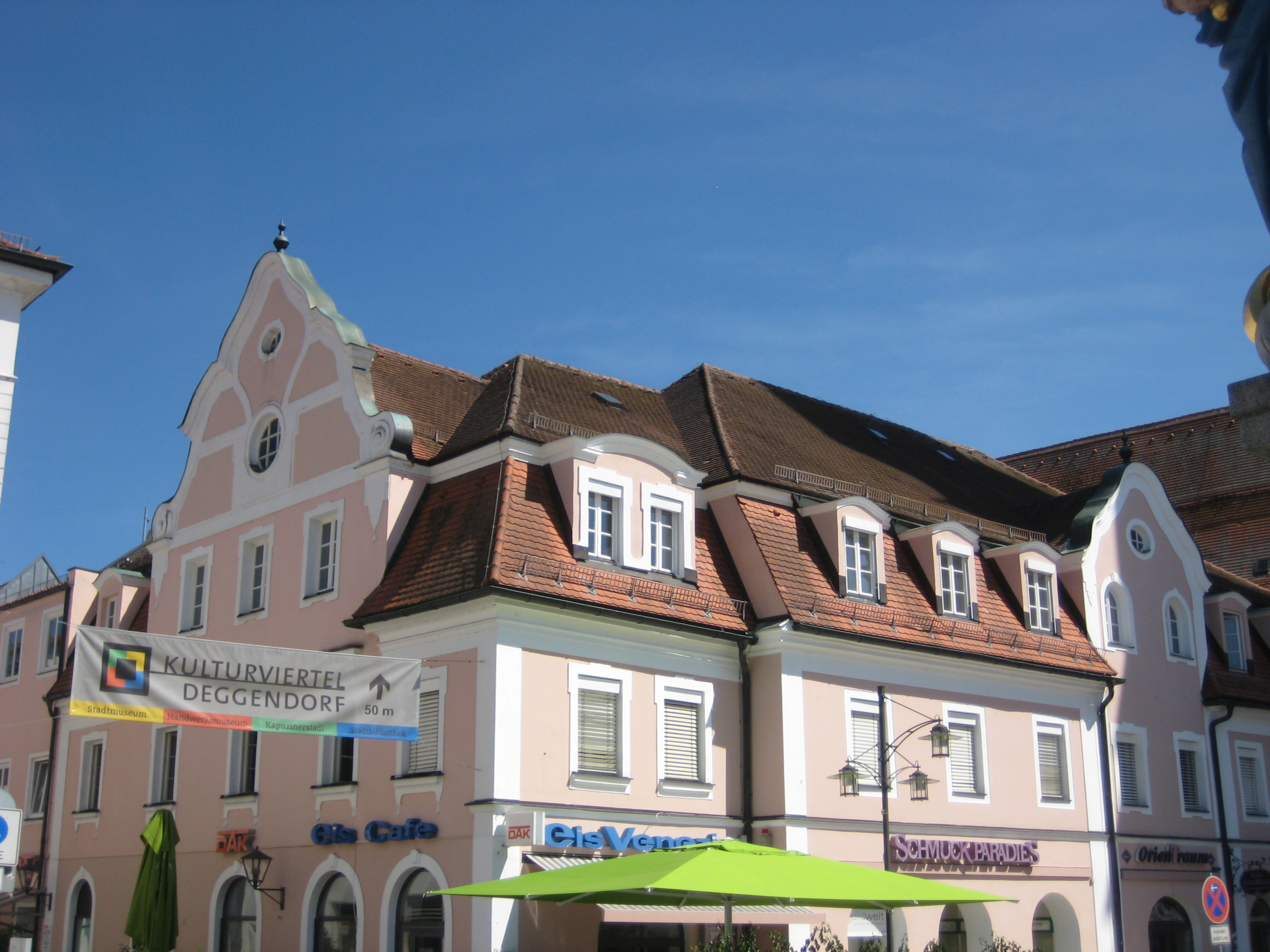
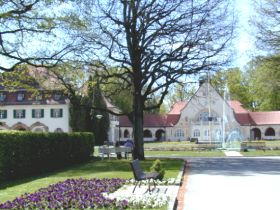
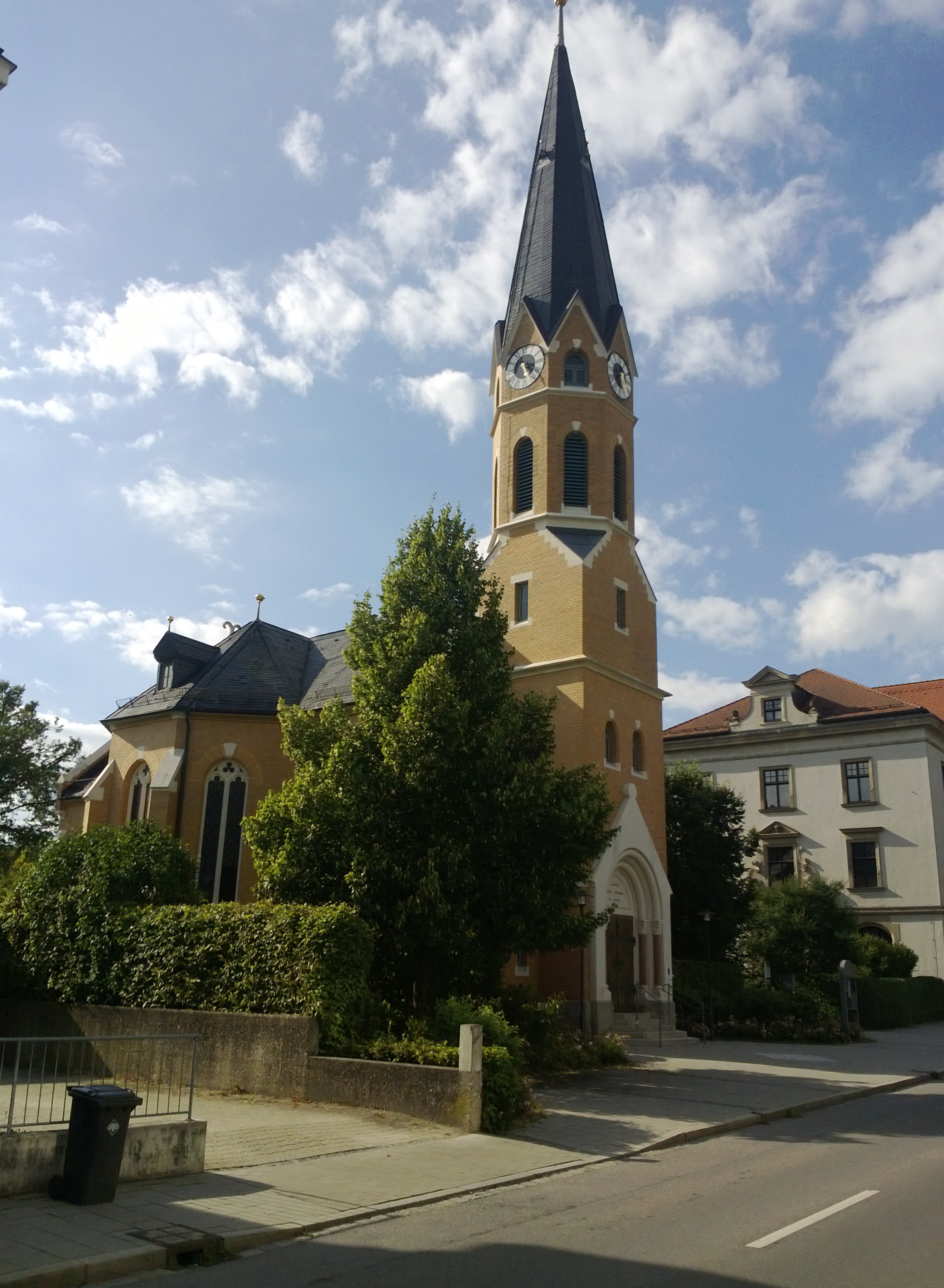
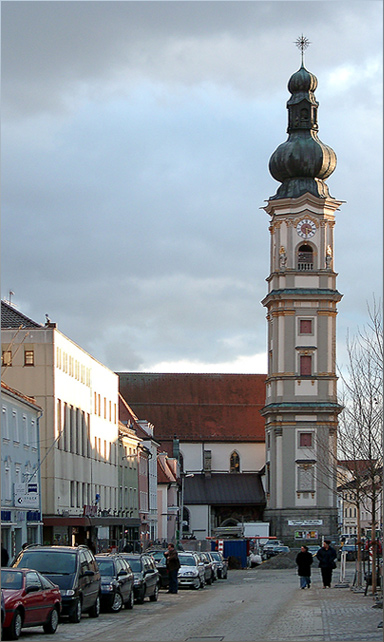
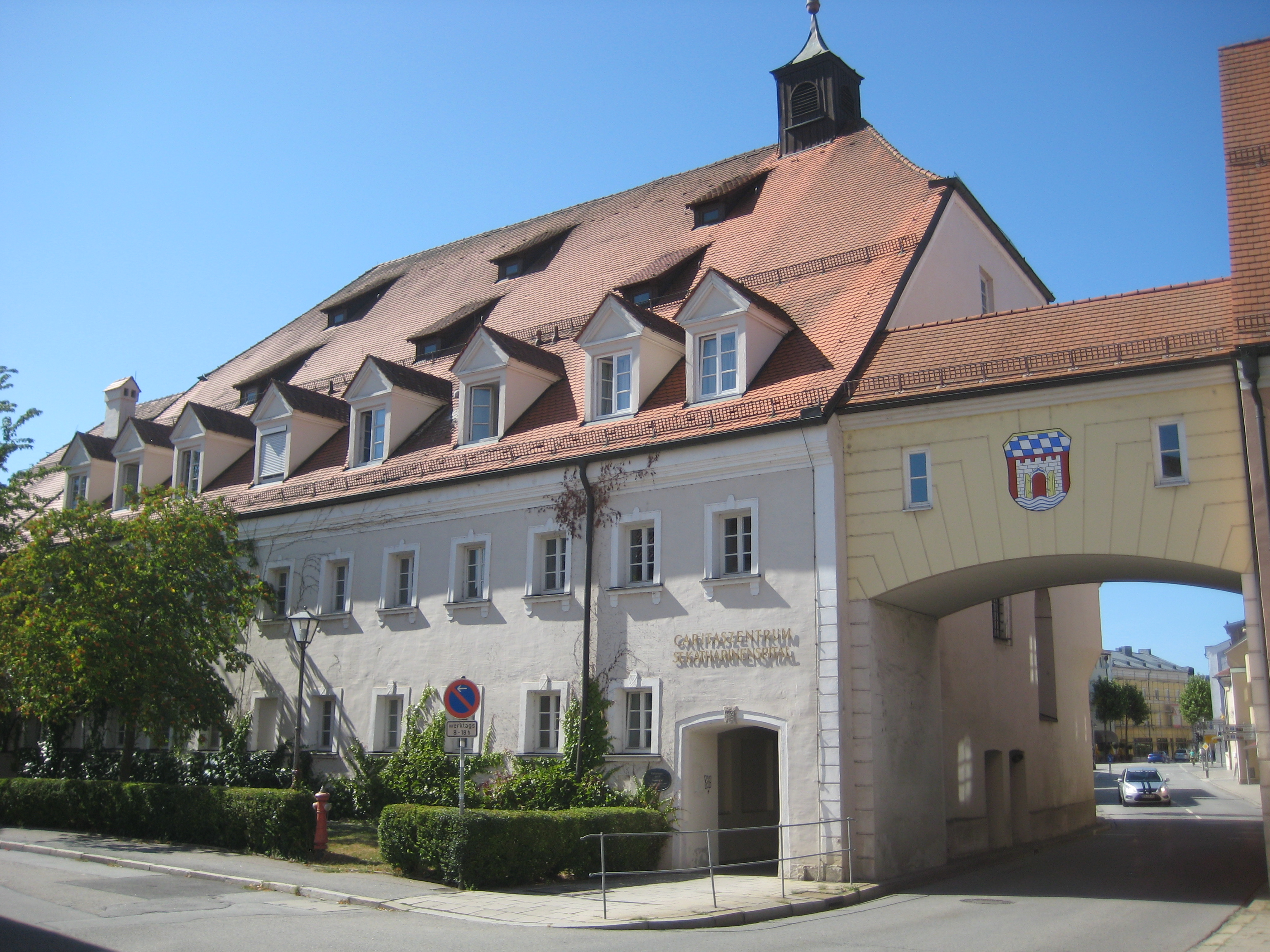
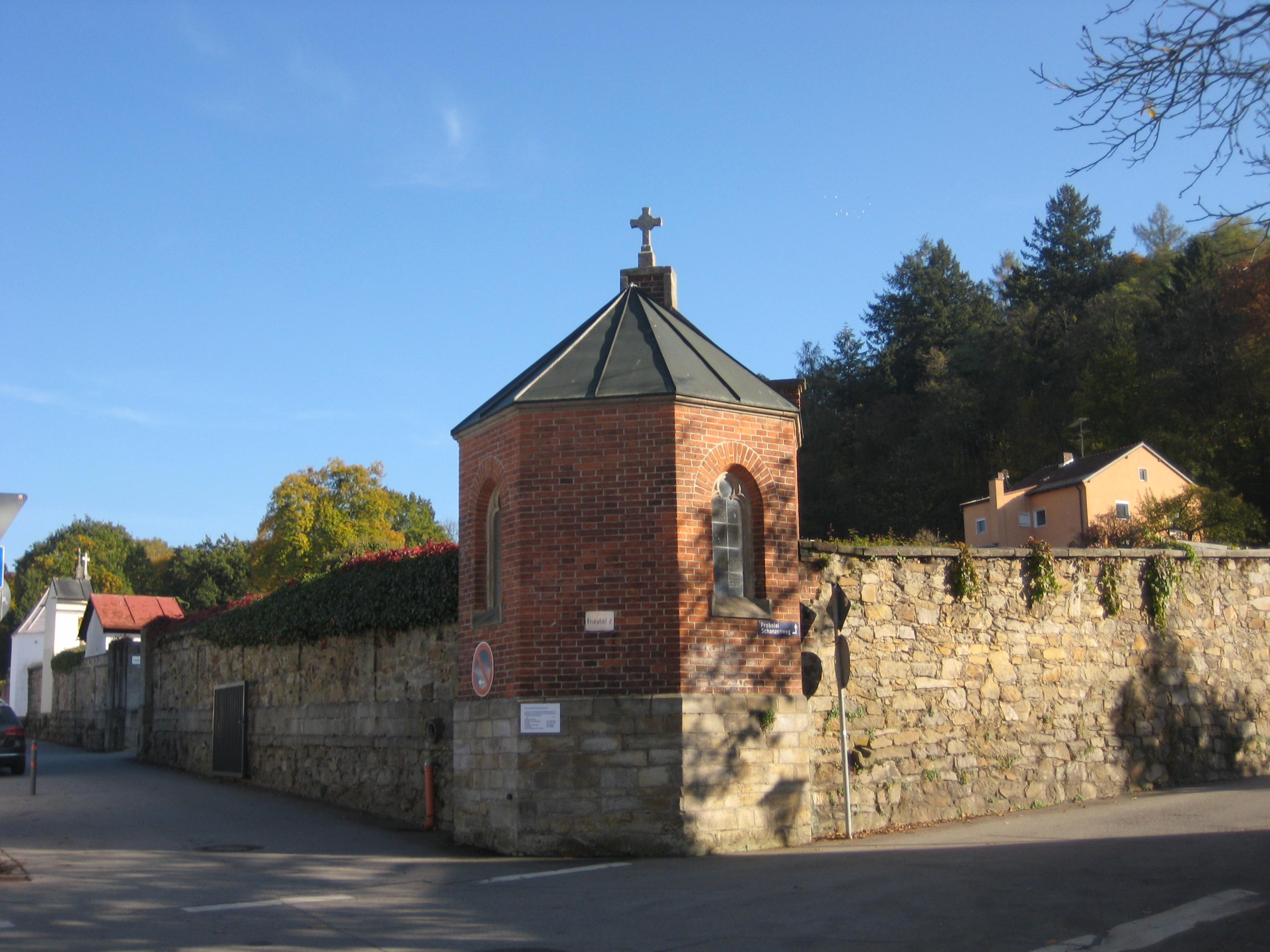
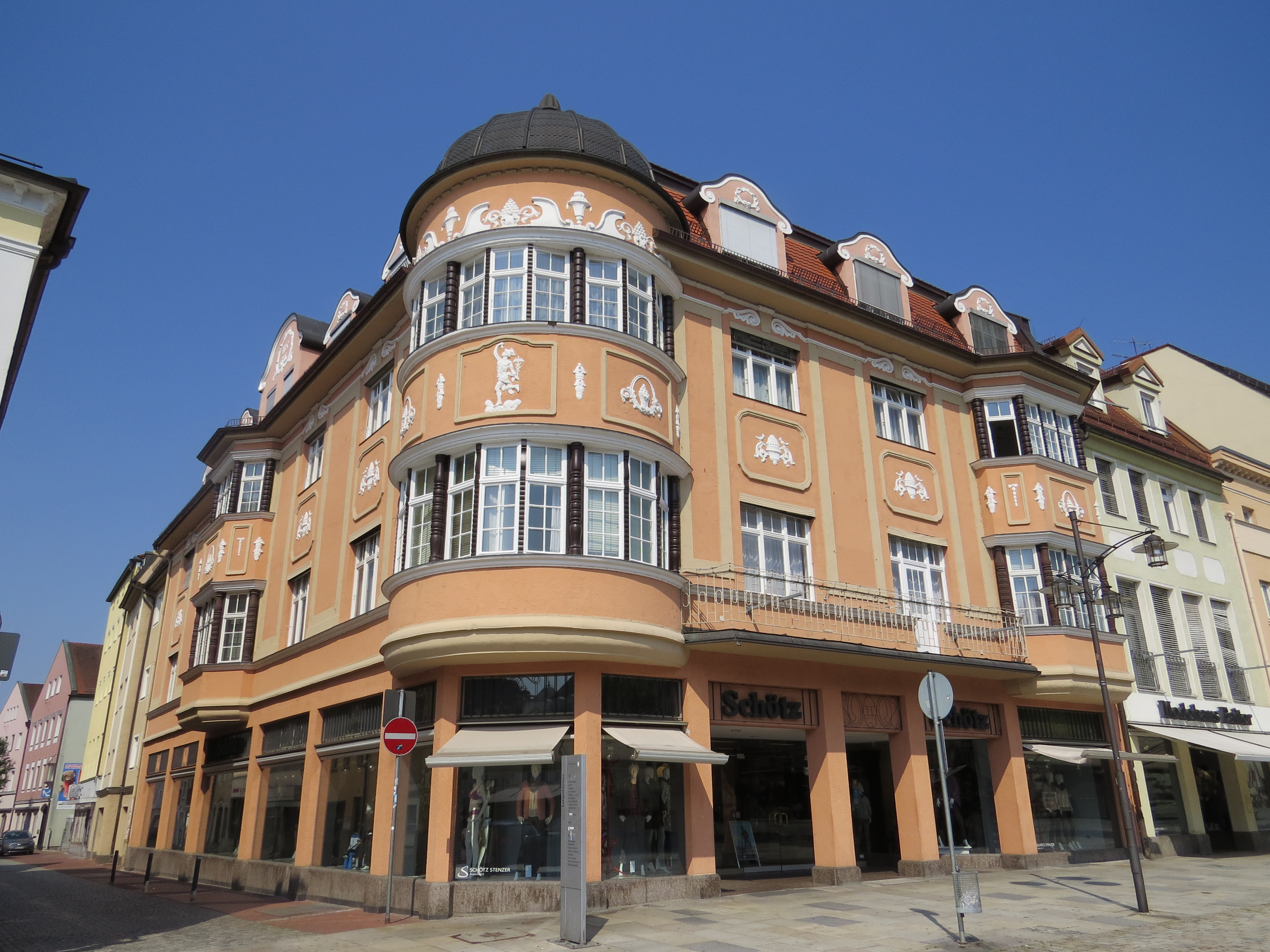
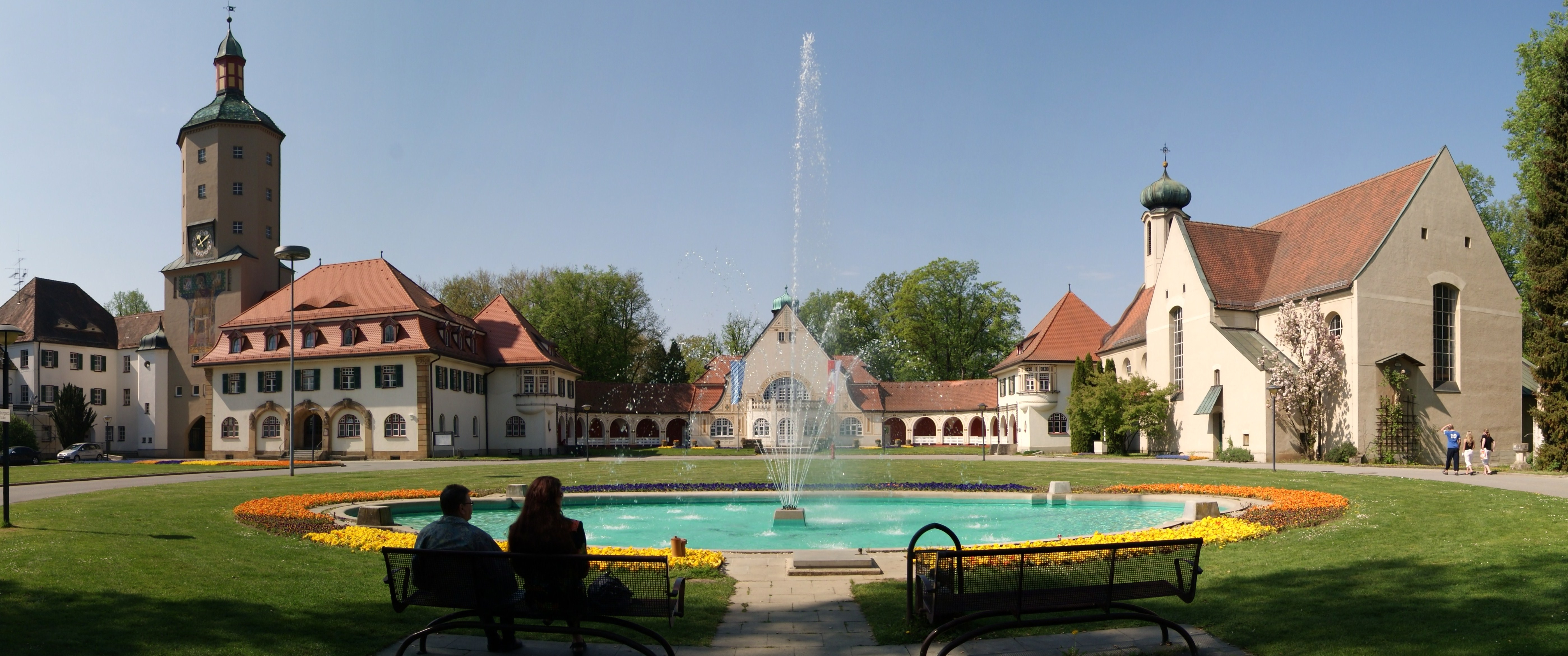